# Pétros Persákis
Pétros Persákis (en grec moderne : Πέτρος Περσάκης), né en 1879, a été un gymnaste grec, qui a remporté une médaille de bronze à l'épreuve des anneaux lors des Jeux olympiques d'été de 1896 à Athènes.
Pétros Persákis participe au concours individuel de l'épreuve des anneaux. Il termine troisième de l'épreuve.
Avec le Panellinios Gymnastikos Syllogos (Thomás Xenákis, Nikólaos Andriakópoulos et Sotírios Athanasópoulos), il remporte la médaille d'argent de l'épreuve des barres parallèles par équipes. L'équipe termine deuxième, seules trois équipes sont engagées.

## Palmarès

### Jeux olympiques
- Athènes 1896
  -  médaille de bronze aux anneaux
  -  médaille d'argent aux barres parallèles par équipes

## Sources
- Lampros, S.P.; Polites, N.G.; De Coubertin, Pierre; Philemon, P.J.; & Anninos, C., The Olympic Games: BC 776 - AD 1896, Athènes, Charles Beck, 1897 ()